# Lagrange. Listy z Ziemi
Lagrange. Listy z Ziemi – polska powieść hard science-fiction autorstwa Istvana Vizvarego. Została wydana w 2023 przez wydawnictwo IX. Jej akcja rozgrywa się w 2069, po katastrofie ekologicznej.

## Nagrody
| Rok  | Nazwa nagrody                   | Wynik   | Komentarz                  | Źródło |
| ---- | ------------------------------- | ------- | -------------------------- | ------ |
| 2024 | Nagroda im. Jerzego Żuławskiego | wygrana | Nagroda głowna.            | [ 2 ]  |
| 2024 | Nagroda im. Macieja Parowskiego | wygrana | Nagrody „Nowej Fantastyki” | [ 3 ]  |
| 2024 | Polska Książka Roku             | wygrana | Nagrody „Nowej Fantastyki” | [ 3 ]  |
| 2024 | Nagroda im. Janusza A. Zajdla   | wygrana |                            | [ 4 ]  |

Vizvary zdobył za jej napisanie również nominację do Śląkfy w kategorii Twórca.